# Jules Bastide

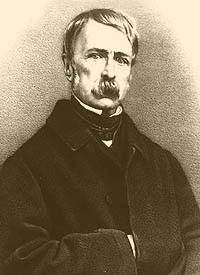
Jules Bastide.

Jules Bastide (22 de noviembre de 1800, París - 2 de marzo de 1879) fue un publicista francés.
Estudió leyes durante un tiempo y más tarde se involucró en los negocios como comerciante maderero. En 1821 se convirtió en un miembro de la Charbonnerie francesa, inspirada en la Carbonari italiana, y tuvo una participación importante en la Revolución de 1830. Tras los levantamientos, recibió una artillery, estando al mando de la guardia nacional. Por su parte, el 5 de julio de 1832 con ocasión del funeral del General Maximilien Lamarque, Bastide fue sentenciado a muerte pero logró escapar a Londres. 
A su retorno a París en 1834 fue absuelto y se ocupó en el periodismo, contribuyendo en el Nacional, un diario republicano del que llegó a ser editor en 1836. En 1847 fundó el Revue Nationale con la colaboración de P. J. Buchez, de cuyas ideas se había cotagiado. Después de la Revolución francesa de 1848, Bastides mostró conocimientos sobre asuntos exteriores, obteniendo un puesto de secretario durante el gobierno provisional y, después de la creación de la comisión ejecutiva, fue nombrado Ministro de Asuntos Exteriores. A finales de 1848, dimitió a dicho cargo y tras el Golpe de Estado de diciembre de 1851, se retiró de la vida pública.